# Buffalo Wings & Rings
Buffalo Wings and Rings — сеть спортивных ресторанов, работающая по принципу франчайзинга и предлагающих фирменные куриные крылышки, бургеры, гирос, салаты и сэндвичи, основанная в городе Цинциннати. С 1984 года компания стремится сочетать соусы домашнего приготовления и свежие крылышки с социально-ориентированной моделью бизнеса.

## История
Создатели основали франшизу в Цинциннати в 1984 году. Компания была выкуплена в 2005 году группой менеджеров во главе с Филипом Шрамом, Надером Масадехом и Хайтамом Дэвидом, которые заняли в компании главные управленческие позиции. Новые владельцы создали для Buffalo Wings & Rings франчайзинговую модель, предполагающую систему униформы в зависимости от должности.
В 2009 году Шрам и Масадех назначили на пост президента компании и главного исполнительного директора ветерана франчайзинга Роджера Дэвида. В то время, как Дэвид возглавлял компанию, был представлен новый дизайн флагманского ресторана. В том же году, Хайтам Дэвид сосредоточился на развитии франшизы на международном уровне, открывая рестораны на Ближнем Востоке. Шрам и Масадех сосредоточились на развитии внутри страны.
Основной инвестор Надер Масадех получил должность президента компании и главного исполнительного директора в начале 2014 года. Под его руководством Buffalo Wings & Rings планирует продолжать улучшение бренда и расширение сети.

## Развитие
В 2008 году журнал Restaurant Business назвал компанию лучшей в списке пятидесяти растущих сетей будущего, выделив возможности франшизы внутри США.
В 2011 году Buffalo Wings & Rings представил новый дизайн флагманского ресторана и открыл ещё один ресторан к западу от Чикаго в городе Нейпервилл, штат Иллинойс. Помимо уже существовавшей спортивной тематики и множества телевизионных экранов, в ресторане был обновлен декор и появилось регулирование уровней света и звука для привлечения более широкой аудитории.
Компания выпустила обновленное меню в 2012 году, в котором были улучшены гамбургеры и добавлено несколько салатов, роллов и снижена стоимость для основных блюд ресторана – куриных крылышек и сэндвичей.
У Buffalo Wings & Rings на данный момент имеется 45 ресторанов в штатах Калифорния, Флорида, Иллинойс, Индиана, Кентукки, Мичиган, Небраска, Северная Каролина, Северная Дакота, Огайо, Южная Дакота и Техас. Также 10 ресторанов находятся на Ближнем Востоке.

## Спонсорская поддержка
Компания Buffalo Wings & Rings стала спонсором команды Sheltra Motorsports Патрика Шелтры в 2008 году. После первого гоночного сезона, Филипп Шрам увеличил спонсирование от BW&R.  Он являлся главным спонсором на протяжении победного сезона Шелтры  ARCA 2010 Racing Series season.